# فرودگاه پرینسویل
 فرودگاه پرینسویل (به انگلیسی: Princeville Airport) یک فرودگاه خصوصی عملیاتی با کد یاتا HPV است که یک باند فرود آسفالت دارد و طول باند آن ۱۰۸۵ متر است. این فرودگاه در کشور ایالات متحده آمریکا قرار دارد و در ارتفاع ۱۰۵ متری از سطح دریا واقع شده است.